# Kalanderlerche
Die Kalanderlerche (Melanocorypha calandra) ist eine Vogelart, die zur Familie der Lerchen (Alaudidae) gehört. Sie ist ein Brutvogel der mediterranen und Steppenzone vom Südwesten der Paläarktis bis zur Zentralpaläarktis. In Mitteleuropa ist sie gelegentlich als seltener Irrgast zu beobachten.

## Merkmale
Die Kalanderlerche ist 19 cm lang und besitzt eine Flügelspannweite von circa 40 Zentimetern. Sie hat einen großen, dicken Schnabel, bräunlichrosa Füße, breite Flügel und einen kurzen, kaum ausgeschnittenen Schwanz. Sie ist oberseits je nach geographischer Verbreitung braun bis hell-sandfarben, mit hellem Überaugenstreif, Kehle und Brust sind rahmgelb, letztere dunkel gestrichelt, die übrigen Unterteile sind weiß, an den Halsseiten mit zwei großen, schwarzen Flecken. Die Schwingen sind unterseits dunkel und haben einen charakteristischen breiten weißen Hinterrand. Die Steuerfedern sind braunschwarz, die Schwanzaußenseiten weiß; das Auge ist braun, der Schnabel oben braun, unten gelblich.
Der im Fliegen vorgetragene Gesang ist ähnlich der Feldlerche, aber mit langsamerem Takt und vielen rufartigen Tönen und enthält auch Imitationen.

## Vorkommen

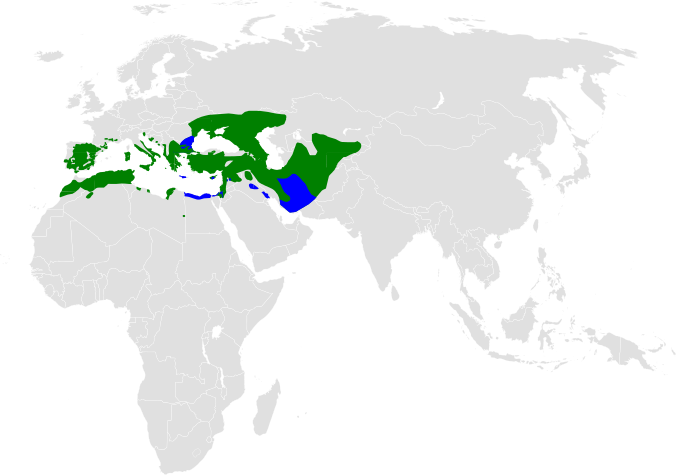
Verbreitungsgebiet der Kalanderlerche
Ganzjähriges Vorkommen
Überwinterungsgebiete

Sie bewohnt Trockensteppenstandorte und strukturell ähnliche, vom Menschen geschaffene Standorte (Weiden, dürre Getreidefelder) in Südeuropa, Nordwestafrika, Türkei und Turkestan.
Östliche Populationen sind Zugvögel, westliche Populationen vorwiegend Standvögel.

## Nahrung
Die Nahrung besteht im Sommer aus vergleichsweise großen Insekten und im Winter aus Samen. Im Frühjahr frisst sie auch grüne Triebe.

## Brutbiologie

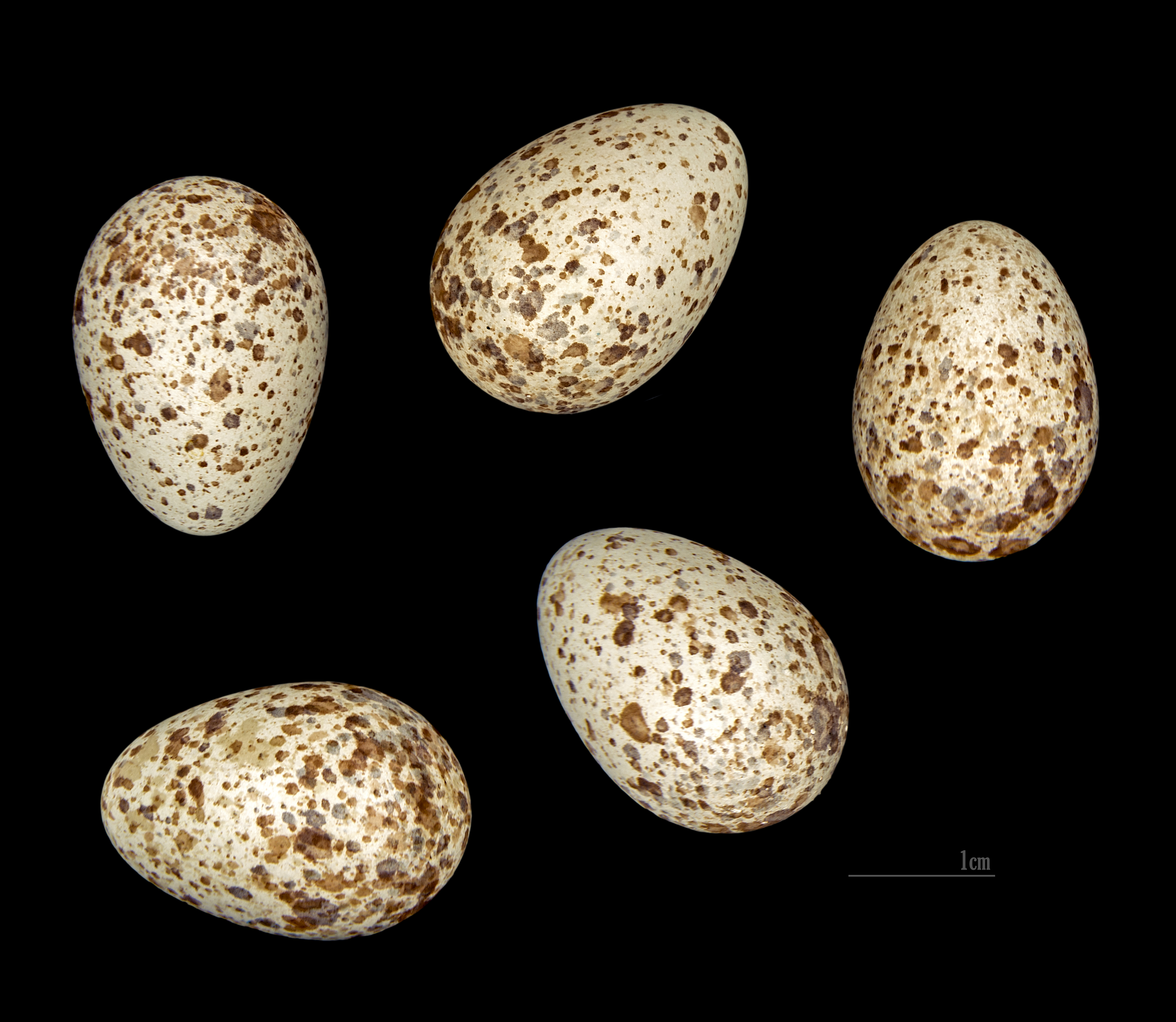
Eier der Kalanderlerche

Das Nest befindet sich auf dem Boden in offenem Gelände, meist in einer Mulde, und besteht aus ziemlich grobem Gras, kleinen Blättern, Sprossen und Wurzeln und ist mit feinem faserigem Pflanzenmaterial ausgekleidet.
Das Gelege besteht aus drei bis sechs blassgrauen oder gelblich weißen, oliv- oder graubraun gefleckten Eiern. Die ein bis zwei Bruten werden etwa 16 Tage lang bebrütet und die Nestlinge verlassen nach etwa zehn Tagen noch nicht flügge das Nest.

## Belege

### Einzelbelege
1. ↑  Bauer et al., S. 124